# Carl Abel (Philologe)
Carl Kalonymos Abel (* 25. November 1837 in Berlin; † 26. November 1906 in Wiesbaden) war ein deutscher Altphilologe, Journalist und Übersetzer. 

## Leben
Carl Abel wurde als Sohn des Bankiers Gerson Abel (* 1791) in Berlin geboren und besuchte das Gymnasium in Frankfurt an der Oder. Er studierte Philologie und Geschichte an den Universitäten in Berlin, München und Tübingen. Seine Studien schloss er mit dem Dr. phil. ab.  Danach begab er sich auf Studienreisen nach England, Russland und Amerika. Er lebte dann als Schriftsteller und Privatgelehrter in Deutschland, meist in Berlin. Vorübergehend dozierte er an der Berliner Humboldt-Akademie über verschiedene Disziplinen der Sprachwissenschaft und in Oxford über indogermanische Bedeutungslehre und war als philologischer Hilfsarbeiter im Auswärtigen Amt in Berlin beschäftigt. Carl Abel war langjähriger englischer Berlin-Korrespondent der Zeitungen The Times und des Standard sowie angestellter Mitarbeiter der preußischen Kreuzzeitung. Sein Verleger Ferdinand Heinicke war zugleich Verleger der Kreuzzeitung.
Abel verfasste 1860 für den Daily Telegraph zwei Korrespondenzen, in denen er Karl Marx anonym angriff und Partei für Carl Vogt nahm. Marx beschrieb dies ausführlich in seinem Buch Herr Vogt. Die Übersetzung „Arbeiten der Kaiserlich Russischen Gesandtschaft zu Peking über China, sein Volk, seine Religion, seine Institutionen, seine socialen Verhältnisse etc“ las Marx und verwendete sie im Entwurf des dritten Buches des Kapitals und im ersten Band von Das Kapital.
Abel verfasste seine Linguistischen Essays im Jahre 1880. Im Rahmen der nach dem vierten Earl von Ilchester benannten Ilchester-Vortragsreihe des Taylor-Instituts für russische und osteuropäische Studien der Oxford University hielt er 1883 Vorträge über komparative Lexikographie. 1884 hielt er sich in Dresden und Pillnitz auf, wo er Vorworte seiner Schriften verfasste.
Seine Angriffe auf den Ägyptologen Adolf Erman wurden u. a. von August Friedrich Pott zurückgewiesen. Sigmund Freud benutzte sein Buch Über den Gegensinn der Urworte für seine Theorie der Traumdeutung.
Spätestens seit Sommer 1890 wohnte er in Wiesbaden. Dort starb er am 26. November 1906. Nur die Leipziger Illustrierte Zeitung und die Vossische Zeitung veröffentlichten kurze Nekrologe über ihn.
Er war der Vater des Chemikers, Pädagogen, Journalisten, Autors, Übersetzers und Publizisten Curt Abel sowie der Großvater des international bekannten Ökonomen Richard Abel Musgrave.

## Schriften
- William Shakespeare: Eine Winternachtsmähr. Uebersetzt von Carl Abel. Julius Springer, Berlin 1854 (Digitalisat).
- William Shakespeare: Ein Sommernachtstraum. Uebersetzt von Carl Abel. Ernst Keil, Leipzig 1855 (Digitalisat).[10]
- Lieder aus der Krimm. Kriegsgesänge, übersetzt von Dr. Carl Abel. J. C. Huber, Berlin 1855 (Digitalisat).
- On the Coptic Language. In: Transactions of the Philological Society. 2. Jg., April 1855, S. 51–61.
- Probe einer Uebersetzung von Iwan Krylof’s russischen Fabeln. F. Heinicke, Berlin 1856.
- Holländische Kinderlieder von Hiëronymus van Alphen. Uebersetzt von Dr. Carl Abel. F. Heinicke, Berlin 1856 (Digitalisat).[11][12]
- Die Zeitung. Ein Lehrgedicht von Georg Crabbe. Nach dem Englischen von Dr. Carl Abel. J. L. Huber, Berlin 1856 (Digitalisat).
- Arbeiten der Kaiserlich Russischen Gesandtschaft zu Peking über China, sein Volk, seine Religion, seine Institutionen, seine socialen Verhältnisse etc. Aus dem Russischen nach dem in St. Petersburg 1852–1857 veröffentlichten Original von Dr. Carl Abel und F. A. Mecklenburg. F. Heinicke, Berlin 1858 (Digitalisate des ersten und zweiten Bandes).
- The journalistic auxiliaries of Austria („Die journalistischen Helfershelfer Österreichs“). In: The Daily Telegraph (London), Nr. 1439 vom 6. Februar 1860.[13]
- I shall not belong […]. In: The Daily Telegraph (London), Nr. 1445 vom 13. Februar 1860.[14]
- Ueber Sprache als Ausdruck nationaler Denkweise. Ein Vortrag. Dümmler, Berlin 1869 (Digitalisat).[15]
- Letters on international relations before and during the war of 1870 by „The Times“ Correspondent at Berlin. Tinsley, London 1871 (Digitalisate des ersten und zweiten Bandes).
- Über einige Grundzüge der lateinischen Wortstellung. Zweite Auflage. Dümmler, Berlin 1871 (Digitalisat).[16]
- Über den Begriff der Liebe in einigen alten und neuen Sprachen (= Sammlung gemeinverständlicher wissenschaftlicher Vorträge. Heft 158/159). C. G. Lüderitz’sche Verlagsbuchhandlung Carl Habel, Berlin 1872 (Digitalisat).[17]
- Koptische Untersuchungen. Dümmler, Berlin 1876 (Digitalisat); Nachdruck: Sändig Reprint, Niederwalluf bei Wiesbaden 1970, ISBN 3-253-02245-5.[18][19]
- Die englischen Verba des Befehls. Liepmannssohn, Berlin 1878 (Digitalisat).
- Zur ägyptischen Etymologie. Berlin 1878, (Digitalisat)
- Sprache und Aegyptische Sprache. In: Nord und Süd. 1879, S. 358–369 (Digitalisat).
- Linguistic essays. Trübner & Co., London 1882 (Digitalisat).[20][21]
- Slavic and Latin. Ilchester Lectures on comparative lexicography. Trübner & Co., London 1883 (Digitalisat).
- Ueber die Unterscheidung sinnverwandter Wörter. In: Nord und Süd. 1883, S. 320–337 (Digitalisat).
- Über den Gegensinn der Urworte. Wilhelm Friedrich, Leipzig 1884 (Digitalisat).
- Sprachwissenschaftliche Abhandlungen. Wilhelm Friedrich, Leipzig 1885 (erweiterte Fassung von Linguistic essays; Digitalisat).
- Zur Frage nach den Kennzeichen der Sprachverwandtschaft. In: Internationale Zeitschrift für allgemeine Sprachwissenschaft. Johann Ambrosius Barth, 1885, S. 43–53 (Digitalisat).
- Groß- und Klein-Russisch. Aus Ilchester-Vorlesungen über vergleichende Lexikographie gehalten an der Universität Oxford. Im Auftrage des Verfassers aus dem Englischen übersetzt von Rudolf Dielitz. Wilhelm Friedrich, Leipzig 1885 (Teilübersetzung von Slavic and Latin).
- Englisches Zeitungsdeutsch. In: Nord und Süd. Berlin 1885, S. 188–189 (Digitalisat).
- Einleitung in ein Aegyptisch-Semitisch-Indoeuropaeisches Wurzelwörterbuch. Wilhelm Friedrich, Leipzig 1886 (Digitalisat); Nachdruck: M. Sändig, Wiesbaden 1969.
- Gegen Herrn Professor Erman. Zwei ägyptologische Antikritiken. Wilhelm Friedrich, Leipzig 1887.[22]
- Über Wechselbeziehungen der ägyptischen, indoeuropäischen und semitischen Etymologie. Teil 1 (mehr nicht erschienen). Wilhelm Friedrich, Leipzig 1889.
- Aegyptisch-indoeuropaeische Sprachverwandtschaft (= Einzelbeiträge zur allgemeinen und vergleichenden Sprachwissenschaft. Heft 6). Wilhelm Friedrich, Leipzig 1890.
- Aegyptisch und Indogermanisch. Vorlesung in der Abtheilung für Sprachwissenschaft des Freien Deutschen Hochstiftes gehalten (= Schriften des Freien Deutschen Hochstiftes). Zweite, vermehrte Auflage. Gebr. Knauer, Frankfurt am Main 1890.[23]
- Willem Pleyte: Zur Geschichte der Hieroglyphenschrift (= Einzelbeiträge zur allgemeinen und vergleichenden Sprachwissenschaft. Heft 8). Nach dem Holländischen von Carl Abel. Friedrich, Leipzig 1890.
- Offener Brief an Gustav Meyer in Sachen der ägyptisch-indogermanischen Sprachverwandtschaft. Friedrich, Leipzig 1891.
- Nachtrag zum Offenen Brief an Professor Dr. Gustav Meyer in Sachen der ägyptisch-indogermanischen Sprachverwandtschaft. Friedrich, Leipzig 1891.
- L’affinité étymologique des langues égyptienne et indo-européennes. Impr. National, Lisbonne 1892.
- Ein Bericht auf Sr. Excellenz des Herrn Reichskanzlers Befehl erstattet von Prof. Dr. Carl Abel [1895]. In: Dirk Hoerder (Hrsg.): Plutokraten und Sozialisten. Berichte deutscher Diplomaten und Agenten über die amerikanische Arbeiterbewegung 1878–1917. K. G. Saur, München 1981, S. 1 ff.
- Über Gegensinn und Gegenlaut in den Klassischen, Germanischen und Slavischen Sprachen. Diesterweg, Frankfurt am Main 1905 (Digitalisat; Digitalisat des zweiten Hefts, 1906).

## Nachlass
- Archiv der Berlin-Brandenburgische Akademie der Wissenschaften Berlin. (Arbeitsmaterialien, Abschriften afrikanischer: berberischer, kabylischer, ägyptischer Texte. 0,75 lfd. Meter)
- Staatsbibliothek zu Berlin Signatur: Ms germ. fol. 14150.
- Universitätsbibliothek Johann Christian Senckenberg, Frankfurt am Main. Signatur: Nachl.C.Abel (32 Kästen: Vergleichende Wurzelwörterbücher; Englische Notate; Psalmenwörterbücher)
- Hochschul- und Landesbibliothek RheinMain, Wiesbaden. 16 Bände, 3 Kästen (Manuskripte, Exzerpte, Kollektaneen)